# Bruno Ravel
Bruno Ravel (New York, 1º maggio 1964) è un bassista statunitense, meglio noto per essere uno dei membri fondatori e compositore principale dei Danger Danger.

## Carriera
Ravel militò in origine nei White Lion per qualche anno, prima che questi pubblicassero del materiale discografico. Successivamente registrò esperienze nei Jack Starr's Burning Starr e nei Talas, prima di fondare i Danger Danger nel 1987. Nonostante il suo ruolo fosse quello di bassista, per un breve periodo di tempo eseguì anche le parti di chitarra a seguito dell'allontanamento di Andy Timmons dal gruppo.
Negli anni novanta è entrato a fare parte del supergruppo Westworld, fronteggiato dal cantante Tony Harnell dei TNT, il chitarrista Mark Reale dei Riot, ed il batterista John O'Reilly dei Rainbow.

## Discografia
Con i Danger Danger
- 1989 - Danger Danger
- 1990 - Down and Dirty Live
- 1991 - Screw It!
- 1995 - Dawn
- 1998 - Four the Hard Way
- 2000 - The Return of the Great Gildersleeves
- 2001 - Cockroach
- 2003 - Rare Cuts
- 2005 - Live and Nude
- 2009 - Revolve

Con i Westworld
- 1999 - Westworld
- 2000 - Skin
- 2001 - Live and In the Flesh
- 2002 - Cyberdreams

Altri album
- 1985 - Burning Starr - Rock the American Way
- 1990 - Warrant - Cherry Pie
- 2004 - Frank Vestry - Different Sides
- 2004 - TNT - My Religion
- 2004 - TNT - All the Way to the Sun
- 2005 - Hotshot - Hotshot
- 2008 - Marcello/Vestry - Marcello/Vestry
- 2016 - The Defiants - The Defiants